# Göksu (Seyhan)
Der durch Ost-Kilikien fließende Göksu (bedeutet „blaues Wasser“ oder „Himmelswasser“) ist nach dem westlichen Quellfluss Zamantı der kürzere und östliche Quellfluss des Seyhan.
In den 2000er Jahren wurde die Wasserkraft des Flusses erschlossen und mehrere Wasserkraftwerke und Talsperren entlang dem Flusslauf errichtet.
Der Göksu entspringt im Tahtalı-Gebirge nordöstlich von Sarız in der Provinz Kayseri. Er fließt in überwiegend südwestlicher Richtung durch Sarız. Im Zentral-Taurus oberhalb von Himmetli befindet sich die Gökkaya-Talsperre. Weitere kleinere Stauanlagen befinden sich flussabwärts. Der Göksu passiert die Kreisstadt Feke. Unterhalb von Feke wird der Fluss durch drei hohe Walzbeton-Gewichtsstaumauern (Feke-2-Talsperre, Menge-Talsperre und Köprü-Talsperre) fast auf der gesamten Länge aufgestaut.
Schließlich trifft er etwa 80 km vor der Stadt Adana nahe Aladağ in der Provinz Adana mit dem Hauptquellfluss Zamantı zusammen und bildet so den Fluss Seyhan, der später bei Tarsus in das Mittelmeer mündet.